# Love Is Strange (film)
Pour l’article homonyme, voir Love Is Strange.
Pour plus de détails, voir Fiche technique et Distribution.
Love Is Strange est un film américain réalisé par Ira Sachs, sorti en 2014.
Il est présenté Hors compétition au Festival du film de Sundance 2014 et en section Panorama à la Berlinale 2014.

## Fiche technique
- Titre français : Love Is Strange
- Réalisation : Ira Sachs
- Scénario : Ira Sachs et Mauricio Zacharias
- Photographie : Christos Voudouris
- Montage : Affonso Gonçalves et Michael Taylor
- Pays d'origine : États-Unis
- Format : Couleurs - 35 mm - 1,85:1
- Genre : drame, romance
- Durée : 94 minutes
- Date de sortie :
  - 18 janvier 2014 :  États-Unis (Festival du film de Sundance 2014)
  - 7 février 2014 :  Allemagne (Berlinale 2014)
  - 12 novembre 2014 :  France

## Distribution
- John Lithgow : Ben Hull
- Alfred Molina : George Garea
- Tatyana Zbirovskaya : Zlata
- Olya Zueva : Eugenia
- Jason Stuart : Officiant
- Darren E. Burrows : Elliot Hull
- Marisa Tomei : Kate Hull
- Charlie Tahan : Joey Hull